# Vardarská ofenzíva
Vardarská ofenzíva označovaná též jako Ofenzíva na řece Vardar (bulharsky Офанзива при Вардар) byla vojenskou operací, která se uskutečnila na soluňské frontě v okolí řeky Vardar v závěru první světové války. Vojskům Dohody pod velením generála Louise Francheta d'Espèrey se během ofenzívy trvající od 15. do 29. září 1918 podařilo prorazit obranné pozice Ústředních mocností, čímž došlo k prolomení soluňské fronty a vyřazení Bulharska z války.
Na počátku ofenzívy podnikly útok francouzské, srbské a italské jednotky, které po dělostřelecké přípravě porazily Bulhary v bitvě u Dobrého Pole. Útok, který Britové a Řeci zahájili 18. září východně od Dojranského jezera, se Ústředním mocnostem podařilo odrazit, avšak Srbové se 22. září probili k Negotinu v údolí řeky Vardar. Vyčerpání, zvyšující se počet dezercí a rychlý postup Dohody ve směru na Veles a Skopje donutil Bulharsko požádat o příměří. Bulharská delegace vedená Andrejem Ljapčevem dorazila 27. září na jednání do štábu Orientální armády v Soluni a 29. září dojednala podpis příměří.